# Jiří Lindr
Jiří Lindr (* 7. srpna 1986 v Broumově) je český fotbalový brankář, od července 2005 působící v A-týmu FC Hradec Králové.

## Klubová kariéra
Odchovanec broumovského fotbalu přišel do klubu FC Hradec Králové ve svých 14 letech.

### FC Hradec Králové
Před sezonou 2005/06 se propracoval do prvního mužstva. Později se stal brankářem číslo jedna, když na této pozici nahradil Karla Podhajského. S mužstvem zažil tři postupy do nejvyšší soutěže (v sezonách 2009/10, 2013/14 a 2015/16). 20. března 2013 podepsal s týmem nový kontrakt do konce ročníku 2015/16.

## Klubové statistiky
Aktuální k 13. září 2016
| Sezona  | Klub              | Soutěž         | Zápasy | Góly |
| ------- | ----------------- | -------------- | ------ | ---- |
| 2005/06 | FC Hradec Králové | 2. liga        | -      | -    |
| 2006/07 | FC Hradec Králové | 2. liga        | -      | -    |
| 2007/08 | FC Hradec Králové | 2. liga        | -      | -    |
| 2008/09 | FC Hradec Králové | 2. liga        | -      | -    |
| 2009/10 | FC Hradec Králové | 2. liga        | 28     | 0    |
| 2010/11 | FC Hradec Králové | Gambrinus liga | 20     | 0    |
| 2011/12 | FC Hradec Králové | Gambrinus liga | 17     | 0    |
| 2012/13 | FC Hradec Králové | Gambrinus liga | 10     | 0    |
| 2013/14 | FC Hradec Králové | FNL            | 17     | 0    |
| 2014/15 | FC Hradec Králové | Synot liga     | 0      | 0    |
| 2015/16 | FC Hradec Králové | FNL            | 3      | 0    |